# 이원장 (1924년)
이원장(1924년 12월 10일~1999년 10월 20일)은 대한민국의 정치인이다. 제4대 국회의원을 지냈다.

## 역대 선거 결과
|  | 58.33% |

|  | 9.21% |

|  | 48.24% |